# Eligius Pruystinck
Loys Pruystinck (Anversa, fine XV secolo – Anversa, 25 ottobre 1544) è stato un teologo fiammingo.
Riformatore religioso della corrente spiritualizzante, fondò la setta che dal suo nome si chiamò dei Loisti. Perseguitato dall'Inquisizione, finì i suoi giorni sul rogo. 

## Biografia
Semplice tagliatore di ardesia, pietra con la quale si rivestivano i tetti delle case, la notorietà di Loys (Loy, Eloi, Eligius) Pruystinck si rivela nel marzo del 1524 quando si recò con alcuni compagni di fede da Anversa a Wittenberg per incontrare Lutero ed esporgli la propria dottrina. In casa di Lutero discusse anche con Melantone, ma soltanto in una lettera di Lutero indirizzata nell'aprile del 1525 ai protestanti di Anversa sono riassunte le tesi sostenute da Pruystinck: « Ogni uomo ha lo Spirito santo e lo Spirito santo non è altro che la nostra ragione. Ogni uomo ha la fede; la natura mi ha insegnato a fare al mio prossimo quello che vorrei che si facesse a me e avere fede è comportarsi in questo modo. Ognuno avrà la vita eterna: non c'è né inferno né dannazione, solo la carne sarà dannata. La legge non è infranta dai cattivi desideri finché la volontà non cederà a loro. Coloro che hanno lo Spirito santo non peccano perché non hanno la ragione ».
Sembra che Lutero, pur ingiuriando Pruystinck qualificandolo di « demone incarnato, spirito incostante e bugiardo, pieno d'impudenza e insolenza », abbia riportato correttamente il suo pensiero, come conferma la Summa doctrinae, l'unico opuscolo d'ispirazione loista che ci sia conservato. Il testo, che dovrebbe essere una collezione di scritti del loista Dominic van Oucle, costituì una prova a carico nel processo tenuto contro Pruystinck e i suoi seguaci a partire dal luglio del 1544. Fu forse questo documento - dove Pruystinck è definito dai suoi accusatori « illitteratus et mechanicus » - a essere raccolto dal calvinista francese Raymond Poulain e trasmesso, attraverso il fratello Vallerand, a Calvino perché ne facesse una confutazione. Calvino pubblicò nel 1545 il suo Contre la secte phantastique et furieuse des Libertins qui se nomment Spirituelz, nel quale i seguaci di Loys Pruystinck furono associati con altre sette sotto la comune designazione di "libertini". Tali gruppi, tuttavia, chiamavano se stessi "spirituali".
Caratteristica della setta è la fede nell'esistenza di due nature del tutto indipendenti dell'essere umano, quella materiale o carnale, soggetta al peccato, e quella spirituale, che ne è invece immune così da essere destinata a dissolversi in Dio. Il fondamento scritturale di tale pensiero si trova nella prima lettera di Giovanni, dove è scritto che « se diciamo di essere senza peccato, inganniamo noi stessi e la verità non è noi », riferita dai loisti alla natura carnale, e dove è detto anche che « chiunque sia nato da Dio non commette peccato, perché il seme di Dio dimora in lui e non può peccare perché è nato da Dio », affermazione che viene riferita alla sola natura spirituale dell'uomo.
Loys e nove suoi seguaci furono arrestati dall'Inquisizione di Anversa e costretti ad abiurare il 26 febbraio 1526. Rimessi in libertà, ripresero la predicazione con la parola e gli scritti, diffondendola soprattutto tra le classi più umili, e percorrendo le Fiandre, il Brabante e le vicine province della Germania. Pruystinck usava indossare una tunica stracciata ma rammendata con gioielli, a simboleggiare la ricchezza della povertà e la propria posizione di profeta ispirato.